# Panabá
Panabá (del idioma maya: Páan(ab) ja ‘pozo artificial’) es un poblado ubicado en el estado mexicano de Yucatán, específicamente en el municipio homónimo que se encuentra en la Zona Litoral Oriente o Región I del mismo estado.
Tiene una altitud promedio de 17 m s. n. m. y se localiza a una distancia de 166 km de la ciudad capital del estado, la ciudad de Mérida, 205 km de Cancún, 88 km de Chichén Itzá, 60 km de Ek Balam, 41 km de Río Lagartos, 33 km de Espita, 32 km de San Felipe, 23 km de Tizimín y 17 km de Sucilá.
Durante la época prehispánica, el sitio donde hoy se levanta el poblado perteneció a la provincia de los cupules. A la llegada de los españoles, se estableció el sistema de encomienda en el poblado durante el siglo XVIII. Desde la colonización se construyeron vastos edificios, entre los que destaca la iglesia dedicada a San Pedro.
La zona circundante a la localidad es considerada como una región clave en el sector primario yucateco, pues en ella se encuentra cerca de las dos terceras partes de la producción ganadera de la entidad.

## Toponimia
El nombre deriva del vocablo maya Páanab que significa cavado, escarbado y ja' que significa agua, literalmente se traduce como "agua encontrada por excavación".

## Historia

### Época prehispánica
El sitio que hoy ocupa Panabá formaba parte, en tiempos prehispánicos, de la provincia maya de los Cupules; el hallazgo de vestigios prehispánicos en el sitio en el que actualmente se encuentra el municipio de Panabá demuestra que este lugar se encontraba poblado durante la época prehispánica por indígenas mayas.
Se dice que el lugar se fundó originalmente en X-Lacah (pueblo viejo) que actualmente es un rancho de nombre San Isidro, pero que en la época colonial lo denominaron Bella Vista, ubicado a 12 km de Panabá, allí se halla un pozo de 6 m de profundidad hecho con piedras labradas; también existe un monasterio del siglo XVI, que se encuentra en ruinas, además de ser una capilla abierta, primitiva colonial de Yucatán y se caracteriza por estar edificado sobre la base de un montículo precolombino, que está en el centro de varios cerros. Otros piensan, que pudo ser en Acab Dzib (escritura enigmática), un ejido ubicado a 5 km del actual Panabá y cuenta con un pozo, que en realidad es un manantial de agua a flor de tierra, pero lo más importante en él, son sus jeroglíficos, los cuales, aún no han sido descifrados.
Finalmente, algunos opinan que fue en Acancún (lugar donde se danzaba o se gemía), sitio localizado a 5 km de Panabá y posee construcciones mayas en ruinas; sin embargo, no se tiene algún dato de la existencia de un pozo prehispánico. Lo que sí se pueden encontrar,  son cenotes. Cabe mencionar, que ninguno de estos tres pueblos yermos, son aludidos en el Chilám Balám de Chumayel, motivo por el cual, se puede pensar que se fundaron posteriormente a Panabá, pero antes de la época colonial. Puesto que, los conquistadores edificaban sus iglesias en los pueblos de cabecera como la que existe en X-Lacah, la cual no está registrada en el Catálogo de Construcciones Religiosas de 1582. Algunas personas afirman que la gente abandonó la comunidad de X-Lacah y vino a fundar Panabá, pero este suceso ocurrió en la época Colonial. No obstante, como se dijo con anterioridad, el pueblo de Panabá ya estaba fundado por los Itzáes; probablemente la gente de X-Lacah, al abandonarla por razones aún desconocidas, vino para unirse a los pobladores de Panabá.

### Época colonial

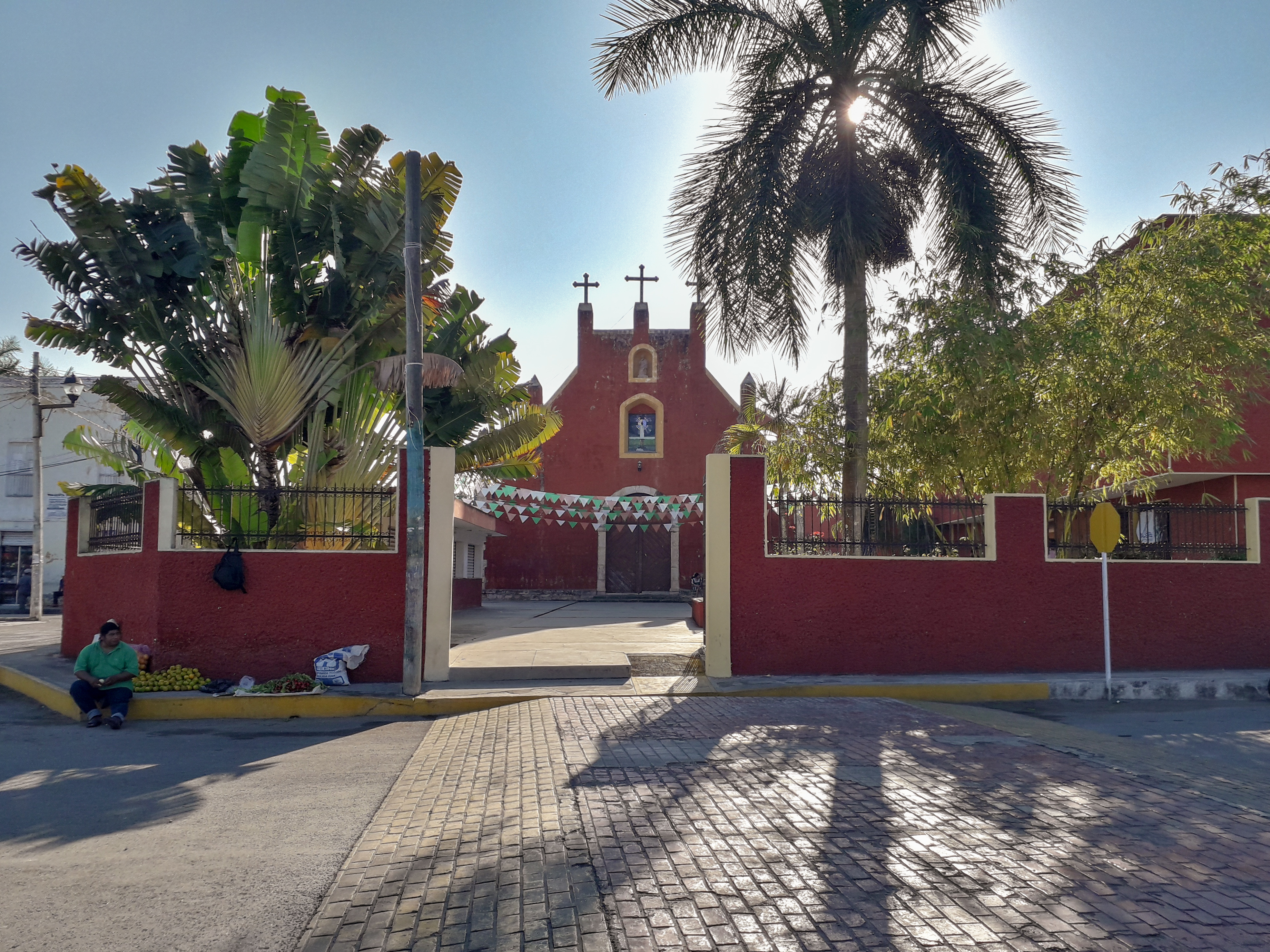
Iglesia de San Pedro

Hacia el siglo XVIII ya se había establecido una encomienda en la población. Durante todo el período colonial esta población estuvo sujeta a la jurisdicción de Valladolid a través del departamento de Tizimín.

### SiglosXIXyXX
A consecuencia de los cambios ocurridos en la península de Yucatán durante el siglo XIX, la localidad quedó incluida en el partido de Tizimín hasta el año de 1918, en el que se erigió cabecera de un nuevo municipio, que llevaría el mismo nombre que la población. Mismo que se alcanzó a través del levantamiento de sus pobladores entre los cuales figuraron los hermanos Aranda, Ávila y Trejo. Entre los cuales figuraban Maximiliano Aranda, Ildelfonso Aranda, Francisco Aranda.

## Geografía

### Localización
Panabá se localiza en las coordenadas 21°17′47″N 88°16′14″O / 21.29639, -88.27056 (21.296389, -88.270556). De acuerdo con el censo de 2010, la población tiena una altitud promedio de 17 metros sobre el nivel del mar.
La ciudad se encuentra a una distancia de 1.488 km de la Ciudad de México, 205 km de Cancún, 166 km de la ciudad capital del estado, Mérida, 110 km de Izamal, 88 km de Chichén Itzá, 75 km de Valladolid, 68 km de Buctzotz, 60 km de Ek Balam, 41 km de Río Lagartos, 33 km de Espita, 32 km de San Felipe, 23 km de Tizimín y 17 km de Sucilá.

### Orografía
En general, la localidad posee una orografía plana, clasificada como llanura de barrera; sus suelos son generalmente rocosos o cementados. El tipo de suelo en toda la localidad es leptosol.

### Hidrografía
El municipio al que pertenece la localidad se encuentra ubicado en la región hidrológica Yucatán Norte. Sus recursos hidrológicos son proporcionados principalmente por corrientes subterráneas; las cuales son muy comunes en el estado.

### Clima
Predomina el clima cálido subhúmedo con lluvias regulares en verano. La temperatura media anual es de 24,7 °C, la máxima se registra en el mes de agosto y la mínima se registra en enero. Los vientos dominantes son en dirección sureste y noroeste.
| Parámetros climáticos promedio de Panabá | Parámetros climáticos promedio de Panabá | Parámetros climáticos promedio de Panabá | Parámetros climáticos promedio de Panabá | Parámetros climáticos promedio de Panabá | Parámetros climáticos promedio de Panabá | Parámetros climáticos promedio de Panabá | Parámetros climáticos promedio de Panabá | Parámetros climáticos promedio de Panabá | Parámetros climáticos promedio de Panabá | Parámetros climáticos promedio de Panabá | Parámetros climáticos promedio de Panabá | Parámetros climáticos promedio de Panabá | Parámetros climáticos promedio de Panabá |
| Mes                                      | Ene.                                     | Feb.                                     | Mar.                                     | Abr.                                     | May.                                     | Jun.                                     | Jul.                                     | Ago.                                     | Sep.                                     | Oct.                                     | Nov.                                     | Dic.                                     | Anual                                    |
| ---------------------------------------- | ---------------------------------------- | ---------------------------------------- | ---------------------------------------- | ---------------------------------------- | ---------------------------------------- | ---------------------------------------- | ---------------------------------------- | ---------------------------------------- | ---------------------------------------- | ---------------------------------------- | ---------------------------------------- | ---------------------------------------- | ---------------------------------------- |
| Temp. máx. abs. (°C)                     | 37.5                                     | 34                                       | 37                                       | 37                                       | 39                                       | 39                                       | 37.5                                     | 39                                       | 36.5                                     | 37.5                                     | 36                                       | 37                                       | 39                                       |
| Temp. máx. media (°C)                    | 30.4                                     | 30.3                                     | 31.6                                     | 32.8                                     | 33                                       | 33                                       | 32.6                                     | 33.5                                     | 32.4                                     | 31.3                                     | 30.8                                     | 31                                       | 31.9                                     |
| Temp. mín. media (°C)                    | 13.9                                     | 15                                       | 17                                       | 17.6                                     | 18.4                                     | 19.2                                     | 19.5                                     | 19.4                                     | 19.3                                     | 18.2                                     | 16.4                                     | 14.8                                     | 17.4                                     |
| Temp. mín. abs. (°C)                     | 8                                        | 8.5                                      | 8                                        | 9.5                                      | 11                                       | 13                                       | 13.5                                     | 14                                       | 11                                       | 11                                       | 9.5                                      | 0                                        | 0                                        |
| Precipitación total (mm)                 | 42.5                                     | 39.7                                     | 46.7                                     | 35.1                                     | 89.5                                     | 156                                      | 139.5                                    | 158.4                                    | 199.6                                    | 119                                      | 50.4                                     | 51.2                                     | 1127.6                                   |
| Fuente: Servicio Meteorológico Nacional  |                                          |                                          |                                          |                                          |                                          |                                          |                                          |                                          |                                          |                                          |                                          |                                          |                                          |

## Demografía
La localidad de Panabá era la cuadragésima tercera localidad más poblada del estado de Yucatán en 2010. Durante el siglo XX, el poblado pasó de tener 407 habitantes en 1910 a 1831 para mediados del siglo, en 1950; su población llegó a los 5040 habitantes en 1990. En la década del 2000 su población osciló de entre los 5300 y 5200 habitantes. Según el censo de 2010 realizado por el INEGI, la población de la localidad era de 5232 habitantes.
El municipio al que pertenece la localidad tenía un índice de desarrollo humano medio de 0,7712, lo que la ubicaba en el lugar 38 de la entidad en 2005, estando por debajo de la media estatal que fue de 0,8088 según el PNUD en 2008.

## Servicios públicos

### Salud
Según los Servicios de Salud de Yucatán (SSA), Panabá se encuentra en la Jurisdicción Sanitaria n.º 2, además, en la localidad existe un centro de salud que abastece de servicios a toda la población.

## Política

### Administración
La localidad de Panabá ha tenido 26 presidentes municipales en el periodo que va de 1941 hasta 2012. El siguiente cuadro muestra los últimos alcaldes desde el comienzo del siglo XXI.

## Economía
La población económicamente activa de la localidad era de 1973 habitantes en el año 2010, de éstos, 1500 eran hombres y 473 mujeres. Sin embargo, solo 1900 personas se encontraban ocupadas, siendo 1432 hombres y 468 mujeres.

### Sector primario
El sector primario ocupaba al 57% de la población económicamente activa del municipio en el año 2000. La mayor parte de las actividades primarias son desarrolladas por productores locales.

### Sector secundario
El sector secundario ocupaba al 13% de la población económicamente activa del municipio en el año 2000.

### Sector terciario
El sector terciario ocupaba al 27% de la población económicamente activa del municipio en el año 2000.

## Cultura

### Centros culturales
La Casa de la Cultura de Panabá fue fundada el 1 de enero de 1999, tiene una superficie de 432 km²; en sus instalaciones cuenta con una biblioteca y en el edificio es posible practicar algunas actividades en sus talleres de guitarra, pintura y danza folclórica.
Además, la localidad cuenta con una biblioteca pública, la Biblioteca Pública Municipal Ramiro Basto Pacheco cuenta con servicios de sala general, sala de consulta, sala infantil y módulo de servicios digitales. Tiene un horario de servicios de lunes a sábado de 8 a 12 y 16 a 20 horas.

### Fiestas populares
Día de San Pedro
En la localidad se celebra el día dedicado a San Pedro con fecha en 26 de junio, esta festividad es acompañada con una feria popular se prolonga hasta el 30 de junio, entre los eventos que se enmarcan durante esta fiesta es destacable la danza de Cabeza de Cochino, la danza Los Ramilletes y las famosas vaquerías con sus jaranas, que son bailadas por grupos de gente que se atavían con trajes vistosos y coloridos.
Día de San Isidro Labrador
Es una celebración que se festeja el 11 de mayo en honor a San Isidro Labrador. Durante la celebración es bajada la figurilla de éste santo desde su nicho en la iglesia para que presida los festejos que se llevan a cabo en su honor. Los fieles llegan al templo del centro de Panabá con ofrendas muy diversas y las depositan en el altar y el día 16 de mayo la imagen vuelve a ser colocada en su sitio original. Entre los distintos eventos que se llevan a cabo en esta festividad se encuentran las tradicionales corridas de toros, jaranas, fuegos artificiales, entre otros.

## Sitios de interés
- Casa de la Cultura de Panabá.
- Cementerio de Panabá.

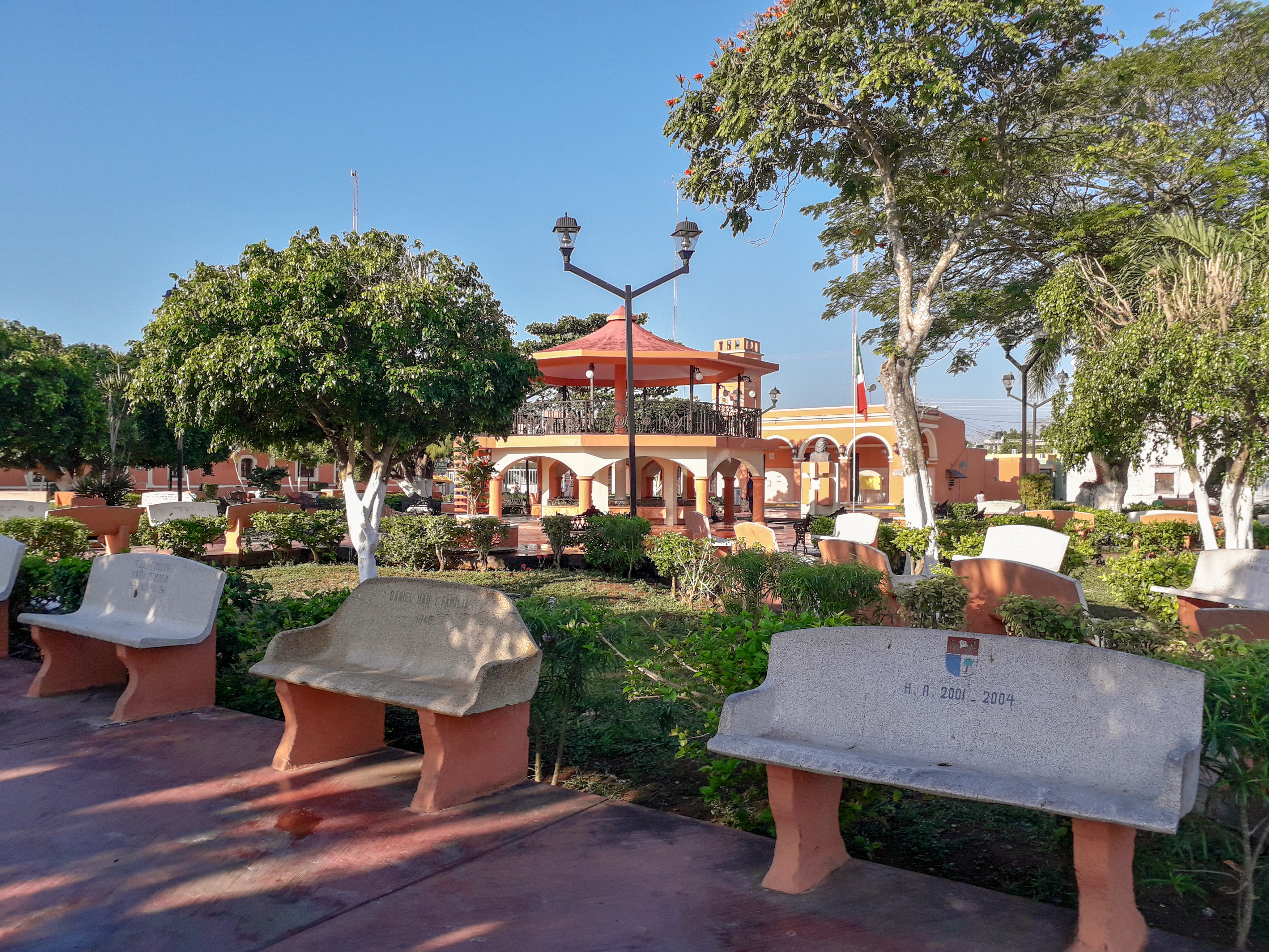
Parque central de Panabá.

- Monumento a la ganadería en la rotonda de la salida a Sucilá.[30]
- Iglesia de San Pedro, de la que se desconoce su fecha de construcción.
- Lienzo charro "Ernesto López Aranda".[31]
- Recinto ferial de Panabá.[32]
- Cenotes Acancun, Azul, Balam-Chaktán, Chen Chac y Chunchechen.